# Diocèse de Coutances et Avranches
Le diocèse de Coutances (en latin : Dioecesis Constantiensis) est un diocèse de l'Église catholique en France. Érigé au Ve siècle, c'est un des diocèses historiques de Normandie. Jusqu'en 1790, il couvrait le Cotentin. Depuis 1801, il couvre le département de la Manche, incorporant aussi l'ancien diocèse d'Avranches. Depuis 1854, il s'appelle « diocèse de Coutances et Avranches ». Suffragant de l'archidiocèse métropolitain de Rouen, il relève de la province ecclésiastique de Rouen.
Le siège épiscopal est occupé depuis le 5 août 2023, par Grégoire Cador.

## Histoire du diocèse
Le diocèse de Coutances est érigé au Ve siècle. Saint Léontien est le premier évêque de Coutances attesté.
Il dépendait sous l'ancien régime des diocèses de Coutances, Avranches et de Bayeux.
De 1790 à 1801, Coutances fut le siège épiscopal du diocèse du département de la Manche, un des quatre-vingt-trois diocèses de l'Église constitutionnelle créés par la constitution civile du clergé.
Le 12 juin 1854, est érigé le diocèse de Coutances et Avranches : par décret apostolique, le titre d'évêque d'Avranches (supprimé en 1801 à la suite du Concordat) a été restauré par Pie IX et conféré à tous les évêques de Coutances. Il appartient depuis ce temps à la province ecclésiastique de Rouen.
Son siège fut fixé à Coutances, où se trouve la cathédrale Notre-Dame, élevée aux XIe et XIIIe siècles. La cathédrale d'Avranches, ruinée pendant la Révolution, a été démolie en 1810.
En 1907, Pie X accorde à l'évêque Mgr Guérard et à ses successeurs le privilège du pallium. Paul VI supprime ce privilège en 1978 dans son motu proprio Inter eximia episcopalis.

## Abus sexuels
L'évêque Michel Santier démissionne en 2019 après des révélations, auprès de sa hiérarchie, d'« abus spirituels à des fins sexuelles » notamment dans le cadre de la confession commis dans les années 1990 auprès de deux jeunes adultes du diocèse de Coutances et Avranches. L'Église catholique garde le silence sur cette affaire en 2019. Quand la presse la révèle au public en octobre 2022, cinq autres victimes potentielles se font connaitre, le procureur de la République est alors saisi,, .

## Territoire
En 1790, le diocèse de Coutances confinait, à l'ouest, avec celui de Bayeux et, au sud, avec celui d'Avranches.
L'exemption de Sainte-Mère-Église, composée des paroisses de Sainte-Mère-Église, Neuville, Chef-du-Pont, Lieusaint et Vierville, était une enclave du diocèse de Bayeux dans le diocèse de Coutances.
L'exemption du prieuré Saint-Lô (ou Saint-Laud) de Rouen, dont dépendait le prieuré-cure de Saint-Jean de Rouen, était une enclave du diocèse de Coutances dans l'archidiocèse de Rouen.
Lors de la création des départements, quarante-huit paroisses du diocèse de Bayeux sont rattachées au département de la Manche : Airel, La Barre-de-Semilly, Bérigny, Beuvrigny, Biéville, Brectouville, La Chapelle-du-Fest, La Chapelle-Heuzebrocq, Cerisy, Clouay, Condé-sur-Vire, Couvains, Domjean, Fourneaux, Giéville, Guilberville, Lamberville, La Luzerne, La Meauffe, Montaigu, Montrabot, Moon-sur-Elle, Notre-Dame-d'Elle, Placy, Le Perron, Précorbin, Rampan, Rouxeville, Saint-André-de-l'Épine, Saint-Amand, Saint-Clair, Moon, Saint-Germain-d'Elle, Saint-Jean-des-Baisants, Saint-Jean-de-Savigny, Saint-Louet-sur-Vire, Saint-Pierre-de-Semilly, Saint-Quentin-d'Elle, Saint-Symphorien-les-Buttes, Sainte-Suzanne-sur-Vire, Thorigny, Vidouville et Villiers-Fossard ainsi que les cinq paroisses de l'exemption de Sainte-Mère-Église.
Les deux paroisses de l'exemption du prieuré Saint-Lô de Rouen sont rattachés au département de la Seine-Inférieure.
Vingt-sept autres paroisses du diocèse de Coutances sont rattachés au département du Calvados : Annebecq, Beaumesnil, Campagnolles, Champ-du-Boult, Clinchamps, Coulonces, Coupigny, Courson, Étouvy, Fontenermont, La Lande-Vaumont, Le Mesnil-Robert, Pont-Bellanger, Pont-Farcy, Sainte-Anne-de-Vire, Sainte-Marie-Laumont, Sainte-Marie-Outre-l'Eau, Saint-Germain-de-Tallevende, Saint-Manvieu, Saint-Martin-de-Tallevende, Saint-Sever et Sept-Frères.
Depuis 1801, le territoire du diocèse correspond exactement au département de la Manche. La dernière modification territoriale date de 1850 (réunion de l'ancienne paroisse de Boisbenâtre à celle de Coulouvray).
Il appartient depuis sa création à la province ecclésiastique de Rouen. Entre les années 1960 et 2002, une modification de l'organisation de l'Église en France fit que le diocèse faisait partie de la Région apostolique de l'Ouest.
Lors de la réorganisation des provinces ecclésiastiques française le 8 décembre 2002, la province ecclésiastique de Rouen fut recréée avec la même composition qu'à l'origine, avec le diocèse de Coutances et Avranches.

### Subdivisions
Le territoire du diocèse de Coutances-et-Avranches a été réorganisé entre 1995 et 2005 par l'évêque Jacques Fihey. Stanislas Lalanne a continué le regroupement des paroisses et des doyennés, et depuis le 1er septembre 2009, il y a trois archidiaconés et huit doyennés.
Le diocèse de Coutances-et-Avranches a été divisé administrativement en trois archidiaconés. C'est l'un des quelques diocèses français à avoir conservé l'utilisation de ce terme. L'évêque y nomme des vicaires épiscopaux (autrefois appelés archidiacres). Ces derniers sont chargés de le représenter par délégation. Il en existe trois, celui du Nord, du Centre et du Sud.
Les archidiaconés sont eux-mêmes divisés en nouveaux doyennés, issus de la réforme administrative mise en place depuis 1995 par Jacques Fihey, puis en 2009 par Stanislas Lalanne.
Chaque nouveau doyenné regroupe des nouvelles paroisses, qui ont aujourd'hui la taille d'un canton. Le nombre de paroisses a donc été réduit de près de 600 à 63 paroisses effectives.
Les anciennes paroisses supprimées sont devenues, pour quelques-unes d'entre elles des « communautés relais », en général sans prêtre résidant.

### Cas des îles Anglo-Normandes
En 1204, le roi de France Philippe Auguste s'empare de la Normandie continentale. Les îles de la Manche, non conquises, restèrent en possession du roi d'Angleterre (également duc de Normandie).
Les îles Anglo-Normandes restèrent cependant sous la juridiction du diocèse de Coutances.
Ce n'est qu'en 1801, à la suite du concordat, que les îles cessèrent définitivement d'appartenir à ce diocèse pour appartenir au vicariat apostolique de Londres.

## Administration

### Les évêques de Coutances-et-Avranches
Les évêques du diocèse sont nommés par le pape, sur proposition du nonce apostolique.
- Liste des évêques d'Avranches (avant 1801)
- Liste des évêques de Coutances (avant 1854)
- Liste des évêques de Coutances-et-Avranches (depuis 1854)

### Les évêques originaires du diocèse de Coutances-et-Avranches
en exercice
émérites
- Robert Le Gall, archevêque de Toulouse
- Michel Santier, évêque de Créteil
- Claude Rault, évêque de Laghouat (Algérie)

décédés
- Anthony Caillot, évêque d'Évreux
- Albert Le Nordez, évêque de Dijon
- Eugène Lecrosnier, évêque de Belfort-Montbéliard
- Pierre Pican, évêque de Bayeux - Lisieux
- Hippolyte Simon, archevêque de Clermont

### La curie
La curie du diocèse se compose de plusieurs institutions et personnes chargées du fonctionnement administratif de la circonscription dont l'évêque a, au spirituel, la charge :
- le conseil épiscopal ;
- le collège des consulteurs a été mis en place en 1983, dès la parution du nouveau Code de droit canonique du pape Jean-Paul II ;
- le chapitre cathédral, héritier de l'ancien chapitre de Coutances, ne s'est plus réuni depuis 1984. Il est composé actuellement de cinq chanoines. Aucun titulaire n'a été créé depuis ;
- le chancelier ;
- le conseil diocésain pour les affaires économiques ;
- l'économe diocésain ;
- l'archiviste diocésain est responsable de l'un des plus importants fonds d'archives ecclésiastiques privées en France. Depuis une dizaine d'années, une importante partie de ce fonds a été déposée aux Archives départementales de la Manche dans la série 300 J (archives paroissiales)[8].

## Personnages célèbres
- Alphonse Hubert de Latier de Bayane (1739-1818), vicaire-général du diocèse puis cardinal-diacre de Sant'Angelo in Pescheria
- Le Cardinal Georges Grente, né à Percy, évêque-archevêque du Mans en 1918, membre de l'Académie française.
- Bernard Jacqueline, né le 18 mars 1918 à Saint-Lô et mort le 26 février 2007 également à Saint-Lô.
- Georges-Hilaire Dupont, né le 19 novembre 1919 à Virey et mort le 29 janvier 2020 à son domicile de Saint-Hilaire du Harcouët, en Normandie.

## Bienheureux, saints
Certains bienheureux ou saints sont nés sur le territoire du diocèse de Coutances et d'Avranches tels :
- bienheureux Thomas Hélye, né à Biville entre 1180 et 1187 et décédé à Vauville le 19 octobre 1257, béatifié par le pape Pie IX le 14 juillet 1859 ;
- bienheureux Jean-Pierre Le Laisant, né à Valognes en 1753 et décédé en septembre 1792 à Paris (victime des Massacres de Septembre), béatifié en 1926 ;
- sainte Marie-Madeleine Postel, née à Barfleur en 1756 ;
- bienheureux Pierre-Adrien Toulorge, née à Muneville-le-Bingard en 1757, béatifié le 29 avril 2012 ;
- saint Auguste Chapdelaine, né à La Rochelle-Normande en 1814 ;
- bienheureuse Placide Viel, née à Quettehou en 1815 ;
- bienheureuse sœur Marthe Le Bouteiller, née à Percy en 1816.

## Patrimoine religieux
Le diocèse de Coutances-et-Avranches a conservé un nombre très important d'églises paroissiales anciennes, dont plusieurs remontent au XIe siècle. Il est à noter que parmi les paroisses du diocèse, cent-trois étaient dédiées à saint Martin. Des anciennes abbayes, plusieurs ont subsisté, par exemple :
- l'abbaye de Blanchelande ;
- l'abbaye de Cerisy-la-Forêt ;
- l'abbaye Notre-Dame du Vœu de Cherbourg ;
- l'abbaye de Hambye ;
- l'abbaye de Lessay ;
- l'abbaye de La Lucerne ;
- l'abbaye du Mont-Saint-Michel ;
- l'abbaye de Saint-Sauveur-le-Vicomte ;
- l'abbaye de Savigny ;
- l'abbaye Blanche de Mortain.